# Record Collector
A Record Collector brit könnyűzenei szaklap. A gyökerei az 1960-as évekig vezetnek vissza, amikor Sean O’Mahony kiadó 1963-ban elindította a hivatalos Beatles kiadványt, a Beatles Bookot. Annak ellenére, hogy az együttes feloszlása körül az újság is megszűnt, 1976-ban újra kellett indítani, akkora kereslet volt rá. Az 1970-es évek folyamán az újság egyik rovata, amely a használt, vagy ritka lemezekkel kapcsolatos hirdetésekkel foglalkozott nagy népszerűségre tett szert, így végül 1980-ban külön kiadványban kapott helyet Record Collector címen. A kiadvány népszerű maradt az olvasók körében, mert rengeteg tényszerű információt tartalmazott előadók komplett diszkográfiájáról, beleértve a pontos megjelenéseket, katalógusszámokat és borítókat, hamar hivatkozási alap lett a ritka kiadványokat gyűjtők körében.

## Külső hivatkozások
- Weboldal